# Csengeryné Nagy Zsuzsa
Csengeryné Nagy Zsuzsa (Szegzárdy-Csengery Józsefné) (Szeged, 1919. november 14. – Budapest, 1989. május 1.) magyar művészettörténész.

## Életpályája
Szülei Nagy jános és Reizner Gizella voltak. 1947-ben a budapesti Pázmány Péter Tudományegyetemen bölcsészdoktori diplomát szerzett. 1947–1957 között a Budapesti Történeti Múzeum (BTM) munkatársa volt, majd a Magyar Nemzeti Galériában, az éremosztályon dolgozott. 1962-től az osztály vezetője volt nyugdíjba vonulásáig.
Éremművészettel és grafikával foglalkozott. A Magyar Nemzeti Galéria Közleményeinek szerkesztője volt.
Temetése a Farkasréti temetőben történt (2-9-99).

## Művei
- Petőfi-illusztrációk (Magyar Művészettörténeti Munkaközösség Évkönyve; Budapest, 1952)
- Budapesti séták - Városliget (Budapest, 1956)
- Magyar éremművészet a XIX. és XX. században (katalógus; Magyar Nemzeti Galéria, Budapest, 1959)
- Magyar Nemzeti Galéria érem-állagjegyzéke (Budapest, 1959)
- Íróportrék éremművészetünkben (Művészet, 1961. február 10.-11.)
- A tánc motívuma Medgyessy Ferenc művészetében (Magyar Nemzeti Galéria Közleményei, III. 1961, 191-195)
- Székely Bertalan illusztrációi egy tervezett Petőfi-életrajzhoz (Büky Bélával; A Magyar Tudományos Akadémia Könyvtárának Közleményei, 36. füzet, 1963, 8-12)
- Rippl-Rónai József interieurjei (Magyar Nemzeti Galéria Közleményei, IV, 1963, 141-145)
- Medveczky Jenő Iliász-illusztrációi (kiállítás; katalógus, bevezető; Magyar Nemzeti Galéria, Budapest, 1969)
- Telcs Ede és tanítványai (kiállítási katalógus; bevezető; Magyar Nemzeti Galéria, Budapest, 1974)
- Kelety Gusztáv festői munkássága (kézirat, Magyar Tudományos Akadémia Művészettörténeti Kutatóintézet)